# Xavier Coates

a Compétitions nationales et continentales officielles uniquement.

b Matchs officiels uniquement.
Xavier Coates, né le 12 mars 2001 à Port Moresby (Papouasie-Nouvelle-Guinée), est un joueur de rugby à XIII papou évoluant au poste d'ailier ou de centre dans les années 2010 et 2020.
Il fait ses débuts en National Rugby League à Brisbane en 2019. Ses débuts remarqués l'amènent à être sélectionné avec le Queensland au State of Origin dès 2020.
Il compte une sélection avec la sélection Papouasie-Nouvelle-Guinée en 2019.

## Palmarès
- Collectif :
  - Vainqueur du State of Origin : 2020, 2022 et 2023 (Queensland).
  - Finaliste de la National Rugby League : 2024 (Melbourne).

### En club

#### Statistiques
| Saison | Club             | Compétition           | Matchs | Points | Essais | Goals | Drops |
| ------ | ---------------- | --------------------- | ------ | ------ | ------ | ----- | ----- |
| 2019   | Brisbane Broncos | National Rugby League | 3      | 4      | 1      | -     | -     |
| 2020   | Brisbane Broncos | National Rugby League | 12     | 20     | 5      | -     | -     |
| 2021   | Brisbane Broncos | National Rugby League | 0      | -      | -      | -     | -     |